# Békásmegyeri robbanás
A békásmegyeri robbanás néven elhíresült tragédia 1993. szeptember 14-én következett be a főváros III. kerületében található békásmegyeri lakótelep Jós utca 8. alatt található panelházában és a detonáció következtében a vasbeton szerkezet több helyen beomlott. A robbanással járó esemény okozója egy pszichés zavarokkal küszködő fiatalember, Mádi Lajos, aki a lakásában illegálisan tartott vegyszereket és pirotechnikai eszközöket. A szerencsétlenségben Mádin kívül még 6 ember vesztette életét, a legmegrázóbb azonban egy testvérpár, a 16 éves  Hegyi Dalma és a 17 éves Hegyi Balázs halála volt, akik a szemtanúk szeme láttára vetették ki magukat a lángoló épületből a mélybe.
Az esettel hosszú ideig foglalkoztak a sajtóban, ugyanakkor a tragédia rámutatott arra, hogy a magyar tűzoltóság komoly technikai hiányosságokkal rendelkezik. Ráadásul Békásmegyeren még az eset után is hosszú időn át nem üzemelt tűzoltólaktanya.

## Előzmények
A Jós utcai 10 emeletes panelházakat 1979-ben építették.
A tragédiáért felelős Mádi Lajosról, aki édesanyjával lakott a 8-as számú panelházban, csak a történtek után derült ki, hogy skizofréniával kezelték. Mádi tisztaságmániás volt, és a lakók többször látták, hogy akkumulátorokat és egyéb gyanús vegyi anyagokat cipel fel kilencedik emeleti lakásukra. A lakók még érezték is a vegyszerszagot a szellőzőkön át. A rendőrség sosem adott pontos felvilágosítást, Mádiról később ezért merész találgatások láttak napvilágot, többek között, hogy maffiakapcsolatokkal bírt volna, mert a munkanélküli férfiről sosem tisztázódott, hogy honnan szerezte be az anyagokat. A nappalijukban is hatalmas mennyiségű, kb. 30 kg TNT-t tárolt.
A lakók a furcsa szomszédjukról már 1992-ben jelentették a rendőrségen, hogy közveszélyes és őrült, valamint gyanús dolgokat művel a lakásában. A rendőrség azonban nem intézkedett, mivel nem történt konkrét bűncselekmény. Mádi kezelőorvosa szerint sem voltak arra utaló jelek, hogy bármire is készülne, sőt valószínűleg nem is volt célja robbantani, tehát a tragédiához az amatőr hanyagsága és a veszélyes anyagokhoz való hozzá nem értése járult hozzá, bár az egyik szomszédot, Fűzynét gyilkossággal fenyegette meg, aki a robbanás egyik túlélője és közvetlen szemtanúja volt. A tragédia előtti napon Mádi még petárdákat hajigált ki az ablakon és felerősített zenét hallgatva zavarta az embereket.

## A tragédia
A szemtanúk szerint a helyszínen három robbanás történt hajnali négy óra körül. A vizsgálatok szerint a mosógépben tárolt pirotechnikai anyagokról elpárologhatott a nedvesség, az így létrejövő kémiai kölcsönhatások következtében az anyagok felrobbantak, ezzel indítva el a végzetes események láncolatát. Tehát itt következett be az első detonáció. Fűzyné ekkor még hallotta Mádi hangját, aki menekülőre próbálta fogni. Az asszony állítása szerint ezt mondta: „Gyorsan menjünk, mert itt maradunk!”
Az első robbanást követte egy másik, vélhetően a nappaliban tárolt TNT lobbant be, ami a leghatalmasabb pusztítást vitte véghez. Ebben a robbanásban halt meg Mádi és édesanyja, valamint a négytagú Hegyi család. A testvérpár, Balázs és Dalma a saját szemükkel látták szüleiket elveszni a tűzben, mert a szemtanúk szerint kiálltak a 9. emeleti lakásuk ablakába, onnan kiabálva le: „Égnek a szüleink! Égnek a szüleink! Segítsetek emberek!” Fűzyné azt is hallotta, hogy miután a testvérek semmi esélyt sem láttak a menekülésre, azt kiáltották, hogy le fognak ugrani. Az idős asszony megpróbált nekik kiáltani, hogy ne tegyék, de Balázs és Dalma egymás kezét fogva levetették magukat a mélybe és szörnyethaltak.
Bekövetkezett még egy harmadik detonáció is. A szakértői és hatósági vélemények szerint a három robbanásból egy gázrobbanás is lehetett, de nem a gázrobbanás volt a tragédia fő okozója. Egy embert, Muszbek Zoltánt, a robbanás kirepített a lakásából, ő viszont túlélte és később az átélt borzalmakról ő nyilatkozott a legtöbbet a sajtónak. (Muszbek 1995-ben elhunyt agydaganatban, ami orvosai szerint az esés következménye lehetett.)
A tűz rendkívüli hevességgel égett, vélhetően a házban tárolt veszélyes anyagok miatt. Az első két detonáció során napalmszerű lángcsóvák és repeszdarabok repültek ki a házból. A robbanás keltette lökéshullám a szemben álló épületek összes ablakát kitörte és a 7 km-re fekvő Szentendrén is érezni, illetve hallani lehetett a zaját. A robbanás erejét mutatja, hogy a homlokzati panel elemek  kiszakadtak és mintegy tíz métert repültek, a ház környékén 200 parkoló autó rongálódott meg, s a helyszíntől még 300 méterre parkoló autókban is kisebb károkat okoztak a repeszek. A kiérkező tűzoltók reggel hat órára fékezték meg a lángokat.
Az épület 6., 7., 8., 9., és 10. emelete gyakorlatilag teljesen megsemmisült. A 6-os számú lépcsőház hatodik emelettől felfelé eső lakásai és a 10-es lépcsőház egyik lakása is tönkrement.
A tragédia mérlege 7 halott és 10 sérült lett. Közülük öten az első két robbanás során vesztették életüket, köztük Mádiék és a Hegyi család, a többiek azt követően haltak meg. 15 lakás teljesen lakhatatlanná vált, míg a keletkezett kár mintegy 250 millió forintra rúgott.

## A vizsgálatok és intézkedések

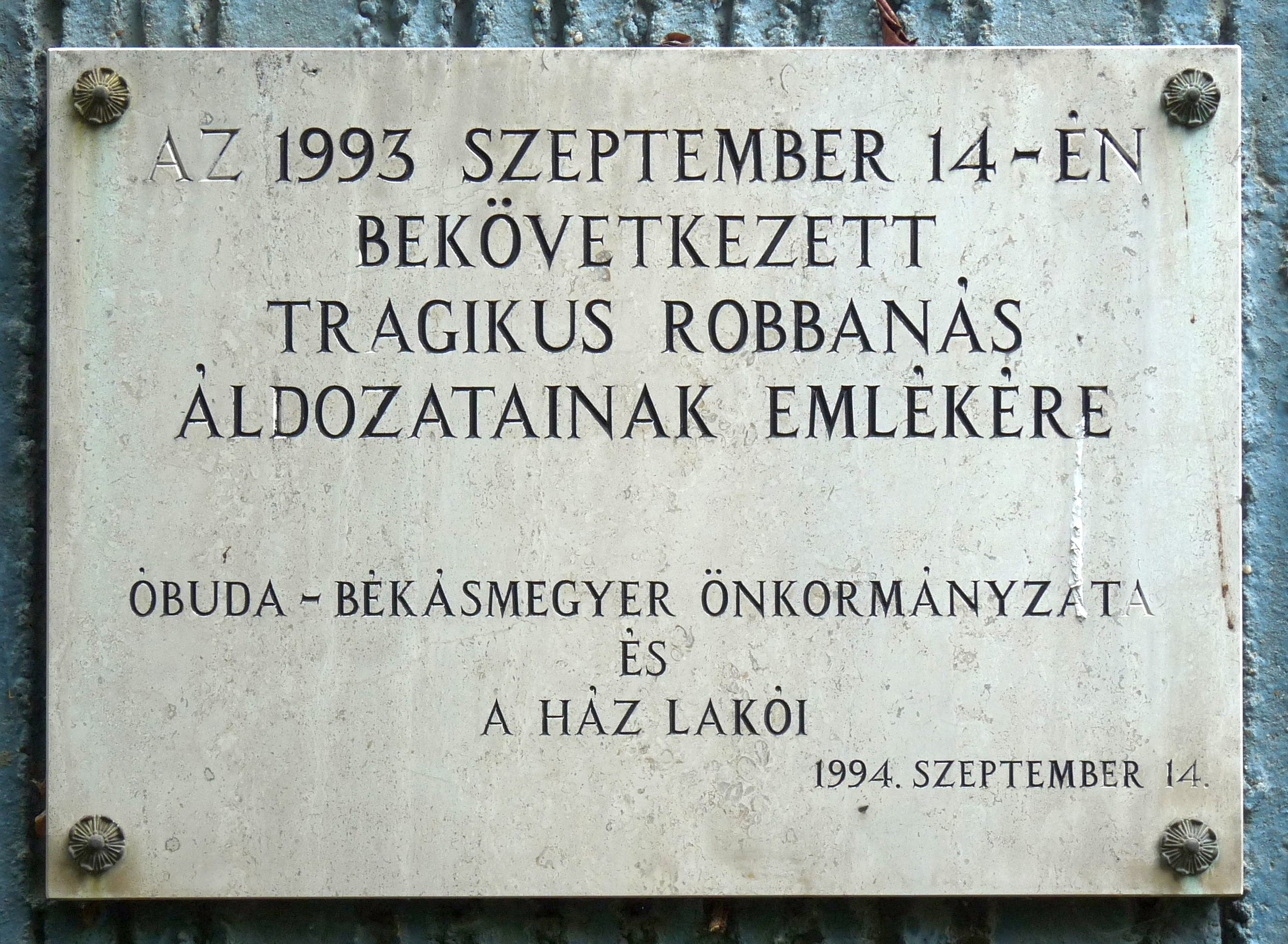
A békásmegyeri áldozatok emléktáblája

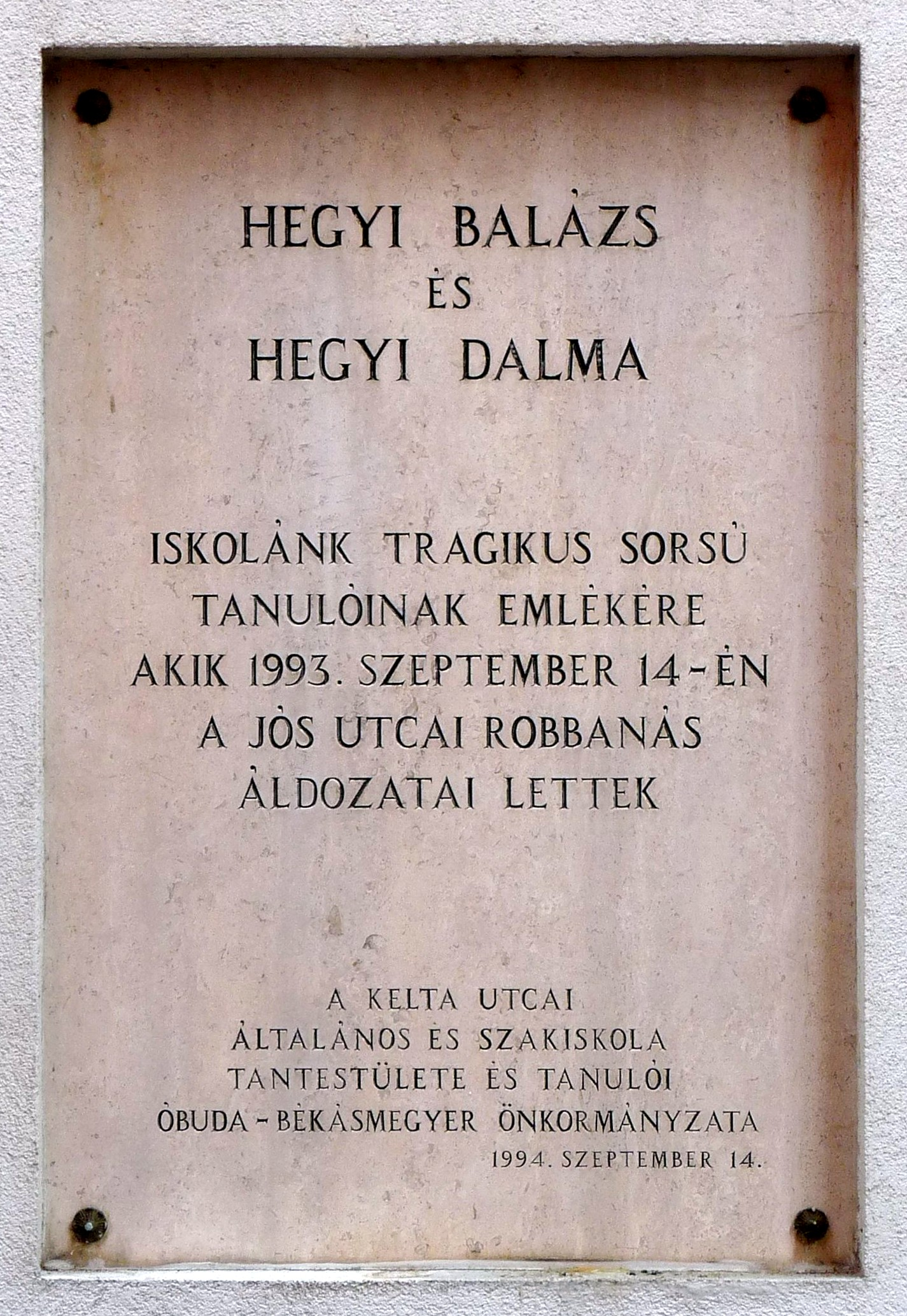
A Hegyi testvérpár emléktáblája a Kelta utcai iskola (ma: Milton Friedmann Egyetem) falán

A katasztrófa helyszínéről 210 embert evakuáltak. A kitelepítettek részben rokonoknál húzták meg magukat, majd pedig átmeneti elhelyezést kértek az önkormányzattól. Mivel felszabadítható lakás alig akadt, egy iskolai tornaterembe vitték a lakókat. A robbanást követően azonnal a helyszínre sietett Göncz Árpád köztársasági elnök, Demszky Gábor, Budapest főpolgármestere és Tarlós István III. kerületi polgármester. Mindhárman azonnali segélyt ígértek a robbanás túlélőinek, akik közül sokan gyakorlatilag mindenüket elvesztették. A tragédia az egész országot megrendítette és azonnal felajánlásokat tettek a károsultaknak, akiknek már az első napon 30 ezer forint azonnal segélyt utaltak ki, s további 5 millió forintot szavazott meg a továbbiakban az Antall-kormány. A Domus Áruház is 50 ezer forint értékben engedte meg, hogy a lakók új bútort válogassanak maguknak. Az OTP Ingatlan Rt. is felajánlotta, hogy egymillió forintért megveszi azoknak az ingatlanját, akik nem akarnak visszatérni. Az ígéretek ellenére viszont keveseknek jutott valódi kárpótlás. Egy nyolcadik emeleten élő család, akiknek a lakására Mádiék lakása omlott rá, egy közelben elhelyezkedő, pontosan ugyanolyan épületet kaptak volna, de ők a tragédia miatti személyes okok miatt Budaörsre költöztek és minthogy nem maradt semmijük, gyakorlatilag a nulláról kellett újra megteremteniük az újrakezdés feltételeit. Fűzynének is csak az idősek otthonát tudták felajánlani. Mások csak azért költöztek vissza az épületbe, mert anyagi helyzetük nem tette lehetővé, hogy elhagyják az addigi otthonukat.
A hatóság eleinte még nem vetette el annak lehetőségét, hogy gázrobbanás okozta a hatalmas detonációt, de aztán igen hamar nyilvánvaló vált, hogy a szerencsétlenség fő okozói a Mádi Lajos által illegálisan és szakszerűtlenül tárolt vegyszerek és robbanószerek voltak. A robbanás centrumánál nem volt gázvezeték, továbbá a lakás gázfőcsapja elzárva maradt a szerencsétlenséget követően is. A vizsgálatok biztonságos elvégzése érdekében a megrongálódott födémszerkezetet meg kellett erősíteni, sőt felmerült, hogy talán az egész épület bontásra szorul, mivel a tartóelemek nem lesznek képesek már megtartani a falakat. Annál is inkább, mivel a kiszakadt panelfalból vagy 20 cm-re lógott ki az a tartófal, amelyen a födémszerkezet is nyugodott. Amennyiben ez a fal összeomlana, illetőleg összeomlott volna a robbanás során, úgy a teljes panelház is összerogyna, maga alá temetve az összes lakót.
Tarlós István a történteket úgy jellemezte, hogy a Mádihoz hasonló „őrültek” máshol is éppúgy akadnak, azt viszont elismerte, hogy a főváros ilyenre nincs felkészülve, mert nincs katasztrófa-elhárítási programja.
A békásmegyeri Jós utcai szalagház falán tábla állít mementót a tragédiának. Egy külön tábla áll még Hegyi Balázs és Hegyi Dalma emlékére a Kelta utcai Általános és Szakiskola (ma: Milton Friedman Egyetem) falán, amelynek tanulói voltak a testvérek. A Jós utca 8. megrongálódott lakásait azóta helyreállították és ma is élnek benne. Utólagos hőszigetelés híján a homlokzaton látszanak a rekonstrukció nyomai. Az esetet követően, az ezredforduló idején épült fel a lakóteleptől délre, az Ipartelep utca és az Árpád utca sarkán, a Csillahegyi-árok bal partján a helyi tűzoltólaktanya.